# Кельтська міфологія
Ке́льтська міфоло́гія — міфологія кельтського політеїзму, релігія кельтів Залізної Доби. Кельтська міфологія погано збереглася внаслідок поширення християнства. Також була втрачена мова. Кельтські народи, які зберігали свою мовну чи політичну ідентичність (галлські, піктські та бритські племена Британії та Ірландії) залишали свідчення про міфологію предків у письмовій формі протягом усього Середньовіччя.

## Огляд
Попри те, що у пік свого розквіту кельтський світ був поширений на більшій частині Західної та Центральної Європи, він не був політично об'єднаним та однорідним. Як наслідок, існувала досить велика різниця в релігійних практиках в різних куточках кельтського світу (хоча бог Луг був поширений серед усіх кельтських племен). Збереглися більше трьохсот назв божеств, яких часто ототожнюють зі схожими Римськими богами, але більшість з них були місцевими або племінними божествами і тільки декільком богам широко поклонялися. Однак можна виділити загальні риси, що спонукають до припущення наявності єдиного пантеону.
Характер і функції цих древніх богів можна вивести з їхніх назв, з написів на них, з римських богів, до яких кельтські боги прирівнюються, і подібних фігур з пізніших етапів кельтської міфології.
Кельтська міфологія міститься в ряді окремих підгруп джерел, які так чи інакше стосуються носіїв кельтських мов:
- Стародавня релігія кельтів (відома перш за все за рахунок археологічних джерел, а не письмових)
- Міфологія гойдельськими мовами, представлена перш за все ірландською[2] та шотландською міфологіями:
  - Міфологічний цикл
  - Ольстерський цикл
  - Фенійський цикл
  - Історичний цикл
- Міфологія бритськими мовами, головним чином представлена у валлійській міфології.

## Історичні джерела

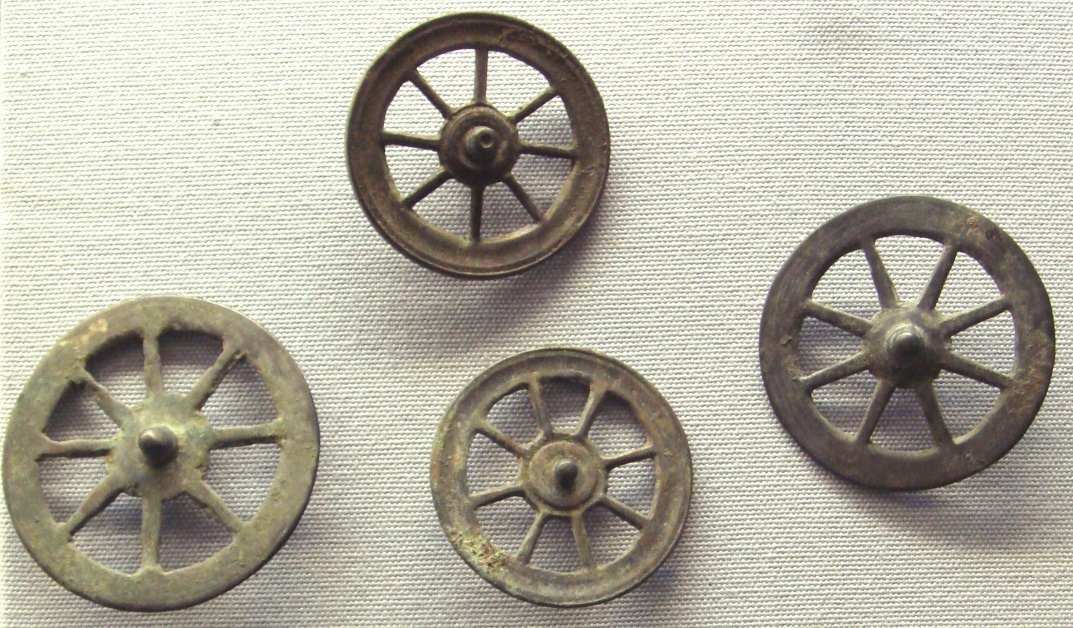
Кельтські колеса, можливо відповідають культу бога Тараніса

Внаслідок дефіциту збережених матеріалів гальською мовою, існує думка, що більшість гальських писемних форм були знищені римлянами, хоча писемність галлів включає в себе елементи грецького, латинського та етруського алфавітів, які також використовували (про це свідчать елементи обітниці написані на галльському і Колінському календарі). Юлій Цезар свідчить про освіченість галлів, але також він пише, що їхнім священникам і друїдам було заборонено використовувати письмо для запису певних віршів релігійного характеру (Caesar, De Bello Gallico 6.14), а також зазначив, що Гельвети мали письмовий перепис (Caesar, De Bello Gallico 1.29).
Рим розповсюдив практику громадських написів і припинив владу друїдів на завойованих землях; справді, більшість написів про богів були відкриті в Галлії (сучасна Франція і Північна Італія), Великій Британії та інших колишніх (або в даний час) кельтомовних областях вже після римського завоювання.
Попри це ранні галли в Ірландії та частинах сучасного Уельсу використовували Огам для запису коротких написів (в основному особисті імена), складніша писемність не була введена в кельтських областях, які не були завойовані Римом до появи християнства. Дійсно, багато гальських міфів були вперше записані християнськими монахами, хоча дещо видозмінено та без первинного релігійного значення.

## Міфологія Ірландії
Найстарші міфи, що випливають з Героїчної Доби можна знайти тільки в період раннього середньовіччя Ірландії. Зі все більшим домінуванням Християнства, кельтські боги та богині повільно зникають з культури. Матеріал, що зберігся взятий з Туата Де Дананн і Фоморів, що лежить в основі тексту «Cath Maige Tuireadh» («Битви при Маг Туіред»), а також частина історії орієнтованої «Lebor Gabála Érenn» («Книга Вторгнень»). В Туата Де Дананн представлені функції людського суспільства, такі як царювання, ремесла та війни, а у Фоморів описано хаос і дику природу.

### Дагда
Вважається, що верховним богом ірландського пантеону був Дагда. За подобою Дагда були створені люди та інші божества завдяки тому, що він втілював ідеальні ірландські риси. Кельтські боги також вважались в клані через відсутність спеціалізації й невідоме походження. Особливий характер Дагди зображує його як пародійну постать в Ірландській міфології, і деякі автори навіть зробили висновок, що він був особою якій довірили бути достатньо доброзичливим, щоб терпіти жарти на свій власний рахунок.
Ірландські казки зображують Дагду як фігуру влади, озброєного списом. В Дорсеті є відоме зображення на землі фалічного гіганта, відомого як Гігант Керн Аббас з кийком, врізаною в крейдяну землю. Хоча це ймовірно було зроблено у відносно сучасні часи (ера Англійської громадянської війни) це довгий час вважалося зображенням Дагди. В Галлії є припущення що Дагда пов'язаний із Сукеллосом, озброєним молотом і чашею.

### Морріган
Морріган була кельтською триєдиною богинею битви в Ірландії. Вона була відома як Морріган, але в різних частинах вона була розділена на так званих Немен, Маха, і Бадб (серед інших, менш поширених імен), кожна з них представляла різні аспекти бою. Найбільш відома за участь у «Викрадення бика з Куальнге».

### Луг
Бог, який найчастіше з'являється в казках — Луг. Він очевидно залишок ранішого, поширенішого бога Лугуса, присутність якого в Кельтській релігії очевидна з числа географічних назв Кельтського світу, в яких трапляється його ім'я. Найбільш відомими з них є міста Лугдунум (сучасне французьке місто Ліон), Лугдунум Батаворум (сучасне місто Катвейк, за 10 кілометрів на захід від Лейден) і Лукус Августі або Λοuκος Λuγούστον (сучасне місто Луґо). Луг описується в Кельтських міфах як останній доданий до списку божеств. В Ірландії свято називалося Lughnasa (сучасна ірландська назва ірл. lúnasa) було проведено на його честь.

### Інші
До інших важливих божеств відносяться Бриджіт, дочка Дагда, Аібел, Айне, Маха, богиня краси Кліодна й окрема богиня Ейра (ірл. Ériu). Примітною є Епона, богиня коней, святкується скачками на літньому фестивалі. Значними ірландськими богами є Нуада Airgetlám, перший цар з Туатха Де Данаан, Гоібніу, коваль і пивовар; Діан Кехт, покровитель зцілення, і бог моря Мананнан Мак Ліра.

## Міфологія Уельсу

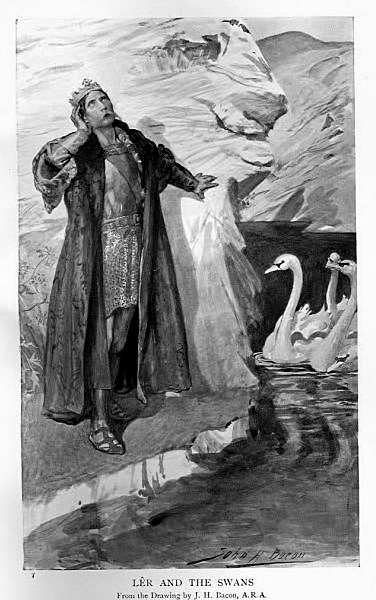
Зображення Ліра (Llŷr) і лебедів

Про дохристиянські вірування Британії відомо менше, ніж про вірування в Ірландії. Важливі відбитки британської міфології з'являється в «Чотирьох Гілках Мабіногі» («Four Branches of the Mabinogi»), особливо в назвах декількох персонажів, таких, як Ріаннон, Teyrnon і Bendigeidfran ("Бран [Ворон] Блаженний). Інші персонажі, цілком ймовірно, походять з міфологічних джерел, а також різні епізоди, такі, як поява Арауна, a king of the Otherworld seeking the aid of a mortal in his own feuds, і розповідь про героя, який не може бути вбитий, за винятком при здавалося б, суперечливі обставини, можна простежити по всьому індоєвропейських міфів і легенд. Діти Ліра ('море' = ірландський Лір) у другій і третій гілок та дітей — Дона (Дану в Ірландії і ранній індо-європейській традиції) в «Четвертій Гілці» є основними важливими фігурами, але казки самі не є первинними міфології.
Далі міфологічні імена Валлійською мовою відображені у розповідях і традиціях, особливо в казці «Кіллох і Олвен», де ми знаходимо, наприклад, Мабон Ар Модрон («Божественний Син Божественної Матері»), так і в «Тріадах острову Британії». Дійсно, хоча й існує багато спільного з ірландською міфологією, але, можливо, не було єдиного британської міфологічної традиції як такої. Яким би не було їх походження, вцілілий матеріал був вміло використаний в літературних шедеврах, які стосуються питань культури в Уельсі в ранньому і пізньому Середньовіччі.

## Залишки галльських та інших міфологій

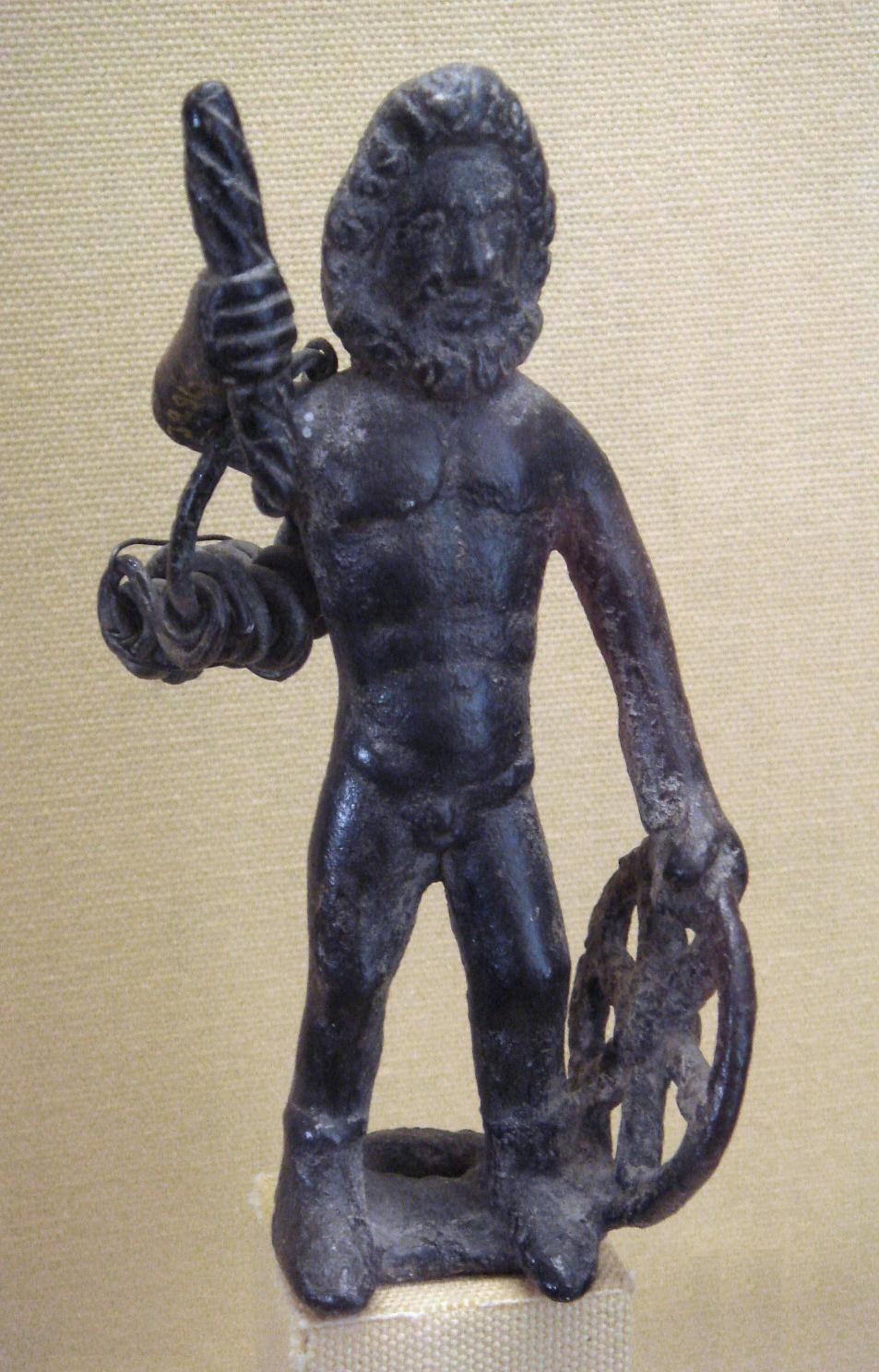
Тараніс (З Кельтським колесом та блискавкою), Le Chatelet, Gourzon, Haute-Marne, France.

Кельти також поклонялися іншим божествам, про яких ми знаємо трохи більше, ніж про їх імена. Класичні письменники зберегли кілька фрагментів легенд і міфів, які можливо є кельтськими.
За словами сирійського ритора Лукіана, Огміос очолював групу чоловік, прикутих вухами до його язика, як символ сили його красномовства.
Римський поет Лукан (І століття н. е.) згадує богів Тараніс, Тевтатес і Єзус, але існує мало доказів того, що це були важливі кельтські божества.
Ряд творів мистецтва, монети і вівтарі може зображувати сцени з втрачених міфів, такі як уявлення «Тарвос Тріґаранус долає змієподібне створіння», як показано на малюнку.
На ряду з присвятами, які надають нам імена богів, є також зображення божеств, яким ніякого імені ще не дали. Серед них зображення триголового або триєдиного бога, бога на колінах, бога зі змією, бога з колесом. Деякі з цих ідолів можна знайти в Добу Пізньої Бронзи торф'яних боліт у Великій Британії , вони були широко розповсюджені у всій Кельтській культурі. Розповсюдження деяких ідолів, зазначене на карті, показує, що вони були швидше за все племінними і розповсюджувалися у напрямку торговельних шляхів. Ідол триголового бога був центральним у бельгів між річками Уаза, Марна і Мозель. Вершник з гігантом на колінах зосереджувався по обидві сторони Рейну.

### Коментарі Юлія Цезаря щодо Кельтської релігії та їх значення

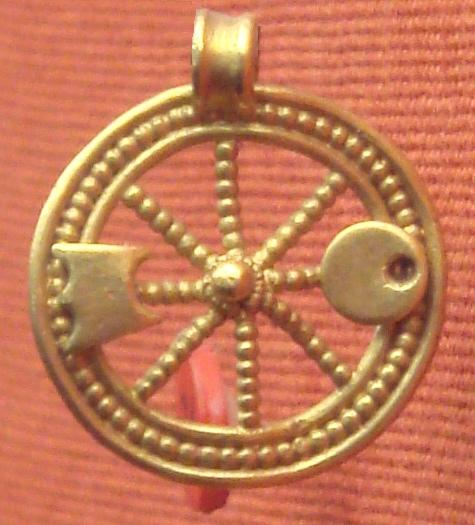
Золоте колесо із символами, Верхня Марна